# 1,2-Ditietan
1,2-Ditietan – organiczny związek heterocykliczny zbudowany z pierścienia zawierającego dwa atomy siarki bezpośrednio połączone ze sobą wiązaniem kowalencyjnym i dwa atomy węgla. Jest jedną z dwóch form izomerycznych ditietanu. 1,2-Ditietan ma charakter nasycony.